# Los fundamentos de la aritmética
Los fundamentos de la aritmética (en alemán: Die Grundlagen der Arithmetik) es un libro de Gottlob Frege, publicado en 1884, que investiga los fundamentos filosóficos de la aritmética. Frege refuta otras teorías de números y desarrolla su propia teoría. El libro también ayudó a motivar los trabajos posteriores de Frege en el logicismo. El libro no fue bien recibido y no fue muy leído cuando se publicó. Sin embargo, atrajo la atención de Bertrand Russell y Ludwig Wittgenstein, quienes estaban fuertemente influenciados por la filosofía de Frege. 

## Críticas de otras teorías de números

### Psicologismo de las matemáticas.
Frege se opone a cualquier explicación de las matemáticas basada en el psicologismo, es decir, que las matemáticas y los números son relativos a los pensamientos subjetivos de las personas que piensan en ellos. Según Frege, los relatos psicológicos apelan a lo subjetivo, mientras que las matemáticas son puramente objetivas: las matemáticas son completamente independientes del pensamiento humano. Las entidades matemáticas, según Frege, tienen propiedades objetivas independientemente de que los humanos las piensen: no es posible pensar en las afirmaciones matemáticas como algo que evolucionó naturalmente a lo largo de la historia y la evolución de la humanidad. Ve una distinción fundamental entre la lógica (y su extensión, según Frege, matemáticas) y la psicología. La lógica explica los hechos necesarios, mientras que la psicología estudia ciertos procesos de pensamiento en las mentes individuales. 

### Immanuel Kant
Frege apreció mucho el trabajo de Immanuel Kant. Lo critica principalmente porque las afirmaciones numéricas no son juicios sintéticos a priori, sino analíticos a priori. Kant afirma que 7 + 5 = 12 es una declaración sintética no comprobable. No importa cuánto analicemos la idea de 7 + 5, no encontraremos allí la idea de 12. Debemos llegar a la idea de 12 mediante la aplicación a objetos en la intuición. Kant señala que esto se vuelve más claro con números más grandes. Frege, precisamente en este punto, argumenta en dirección opuesta. Kant asume erróneamente que en una proposición que contiene números "grandes" debemos contar puntos o algo así para afirmar su valor de verdad. Frege sostiene que sin tener intuición alguna hacia ninguno de los números en la siguiente ecuación: 654.768 + 436.382 = 1.091.150, sin embargo, podemos afirmar que es cierto. Esto se proporciona como evidencia de que tal proposición es analítica. Si bien Frege acepta que la geometría es sintética a priori, la aritmética debe ser analítica.  

### John Stuart Mill
Frege critica rotundamente el empirismo de John Stuart Mill. Afirma que la idea de Mill de que los números corresponden a las diversas formas de dividir colecciones de objetos en subcolecciones es inconsistente con la confianza en los cálculos que involucran números grandes. También niega que la filosofía de Mill trate adecuadamente el concepto de cero. Continúa argumentando que la operación de adición no puede entenderse como una referencia a cantidades físicas, y que la confusión de Mill en este punto es un síntoma de un problema mayor de confusión de las aplicaciones de la aritmética para la aritmética misma. 

## Desarrollo del punto de vista de Frege sobre los números.
Frege hace una distinción entre afirmaciones numéricas particulares como 1 + 1 = 2 y afirmaciones generales como a + b = b + a. Las últimas son afirmaciones verdaderas de los números tan bien como las primeras. Por lo tanto, es necesario solicitar una definición del concepto de número en sí. Frege investiga la posibilidad de que el número se determine en cosas externas. Demuestra cómo funcionan los números en el lenguaje natural como adjetivos. "Este escritorio tiene 5 cajones" tiene una forma similar a "Este escritorio tiene cajones verdes". El hecho de que los cajones sean verdes es un hecho objetivo, basado en el mundo externo. Pero este no es el caso con 5. Frege sostiene que cada cajón está en su propio color verde, pero no cada cajón es 5. Frege nos urge a recordar que de esto no se sigue que los números puedan ser subjetivos. De hecho, los números son similares a los colores al menos en que ambos son completamente objetivos. Frege nos dice que podemos convertir declaraciones numéricas donde las palabras numéricas aparecen adjetivamente (por ejemplo, 'hay cuatro caballos') en declaraciones donde los términos numéricos aparecen como términos singulares ('el número de caballos es cuatro'). Frege recomienda tales traducciones porque toma los números como objetos. No tiene sentido preguntar si algún objeto está bajo 4. Después de que Frege da algunas razones para pensar que los números son objetos, concluye que las declaraciones de números son afirmaciones sobre conceptos. 
Frege considera que esta observación es el pensamiento fundamental de Grundlagen. Por ejemplo, la frase "el número de caballos en el establo es cuatro" significa que cuatro objetos caen bajo el concepto de caballo en el establo . Frege intenta explicar nuestra comprensión de los números a través de una definición contextual de la operación de cardinalidad ('el número de ...', o   {\displaystyle Nx:Fx}). Intenta construir el contenido de un juicio que involucra identidad numérica basándose en el principio de Hume (que establece que el número de Fs es igual al número de Gs si y solo si F y G son equinuméricos, es decir, en una correspondencia uno a uno). Rechaza esta definición porque no fija el valor de verdad de las declaraciones de identidad cuando un término singular que no tiene la forma 'el número de Fs' flanquea el signo de identidad. Frege continúa dando una definición explícita de número en términos de extensiones de conceptos, pero expresa algunas dudas. 

### La definición de Frege de un número.
Frege argumenta que los números son objetos y afirman algo acerca de un concepto. Frege define los números como extensiones de conceptos. 'El número de F'  se define como la extensión del concepto, G es un concepto que es equinumérico a F. El concepto en cuestión conduce a una clase de equivalencia de todos los conceptos que tienen el número de F (incluida F). Frege define 0 como la extensión del concepto que no es auto-idéntico. Entonces, el número de este concepto es la extensión del concepto de todos los conceptos que no tienen objetos que caigan debajo de ellos. El número 1 es la extensión de ser idéntico a 0. 

## Legado
El libro fue fundamental en el desarrollo de dos disciplinas principales, los fundamentos de las matemáticas y la filosofía. Aunque Bertrand Russell más tarde encontró un defecto importante en el trabajo de Frege (este defecto se conoce como la paradoja de Russell, que se resuelve mediante la teoría de conjuntos axiomáticos), el libro fue influyente en desarrollos posteriores, como Principia Mathematica. El libro también puede considerarse el punto de partida en la filosofía analítica, ya que gira principalmente en torno al análisis del lenguaje, con el objetivo de aclarar el concepto de número. Los puntos de vista de Frege sobre las matemáticas son también un punto de partida en la filosofía de las matemáticas, ya que presenta una cuenta innovadora sobre la epistemología de los números y las matemáticas en general, conocida como el logicismo. 

## Ediciones
- Gottlob Frege (1884). Gottlob Frege (1884). Die Grundlagen der Arithmetik. Eine logisch-mathematische Untersuchung über den Begriff der Zahl. Breslau: Verlage Wilhelm Koebner. Breslau: Verlage Wilhelm Koebner.